# معركة الجبل الأبيض
معركة الجبل الأبيض هي معركة وقعت في 8 نوفمبر 1620 م في بدايات حرب الثلاثين عاما حيث التقى جيش مكون من حوالي 20,000 رجل من البوهيميين والمرتزقة تحت قيادة كريستيان أمير أنهالت بعدة جيوش مجتمعة هي:
- جيش الإمبراطور الروماني فرديناند الثاني تحت قيادة تشارلز بنافينتور بوكو
- جيش الاتحاد الكاثوليكي بقيادة جوهان تزركليس دوق تيلي.[1][2][3]

التقى الجمعان في تشيكيا بالقرب من براغ وأدت المعركة إلى نهاية الحقبة البوهيمية من حرب الثلاثين عاما.